# Gule Iletmis
Gule Iletmis (eigentlich: Gülsen İletmiş; * 7. April 1952 in Okciyan, Türkei) ist eine bremische Politikerin (SPD) und war Abgeordnete der Bremischen Bürgerschaft.

## Biographie

### Ausbildung und Beruf
Sie besuchte 1966 bis 1971 das Mädchen-Gymnasium in Üsküdar und schloss dieses mit dem Abitur ab. 1972 kam sie als Montagearbeiterin nach Süddeutschland und war zwischen 1973 und 1975 in München in unterschiedlichen Bereichen tätig. Von 1975 bis 1980 studierte sie Wirtschaftswissenschaft an der Universität Bremen und besuchte von 1982 bis 1985 die Fachhochschule Lüneburg und schloss dort als Diplom-Sozialpädagogin ab. Von 1976 bis 1999 war sie Dozentin beziehungsweise Kursleiterin bei verschiedenen Weiterbildungsträgern (VHS, PBW usw.). 1981 wurde Gule Iletmis beim Jugendamt Bremen als Sozialpädagogin eingestellt und war auf dieser Stelle bis 1987 tätig. 1987 bis 2004 war sie bis zu seiner Insolvenz Geschäftsführerin des Dachverbandes der Ausländerkulturvereine in Bremen e. V. (DAB). Sie ist seit 1979 Gewerkschaftsmitglied, zurzeit bei ver.di.

### Politik
1990 trat Gule Iletmis in die SPD ein. Zurzeit ist sie Beisitzerin im Vorstand des Ortsvereins Sebaldsbrück und Unterbezirksdelegierte.
Sie war vom 29. Juni 1999 bis zum 7. Juni 2003 Mitglied der Bürgerschaft und war ab dem 10. November 2005 als Nachrückerin wieder Abgeordnete in der Bremischen Bürgerschaft bis zum Ende der Legislaturperiode Mitte 2007. Sie war Mitglied im Ausschuss für Informations- und Kommunikationstechnologie und Medienangelegenheiten sowie im Petitionsausschuss.

### Weitere Mitgliedschaften
Sie ist Mitglied des Vereins Städtepartnerschaft Bremen-Izmir und ehrenamtlich bei verschiedenen Vereinen und Initiativen im Bereich Migration und Asyl tätig.